# Vitot
Vitot est une commune française située dans le département de l'Eure en région Normandie.

## Géographie

### Localisation
La commune de Vitot se situe au centre-ouest du département de l'Eure en région Normandie. Elle appartient à la campagne du Neubourg.
|                          | Épégard     | Iville               |
| Sainte-Opportune-du-Bosc | Vitot       | Iville               |
|                          | Le Neubourg | Crosville-la-Vieille |

### Hydrographie
La commune est située dans le bassin Seine-Normandie. Elle n'est drainée par aucun cours d'eau,. Néanmoins un plan d'eau est présent sur le territoire communal : la mare de la Londe (0,09 ha),.

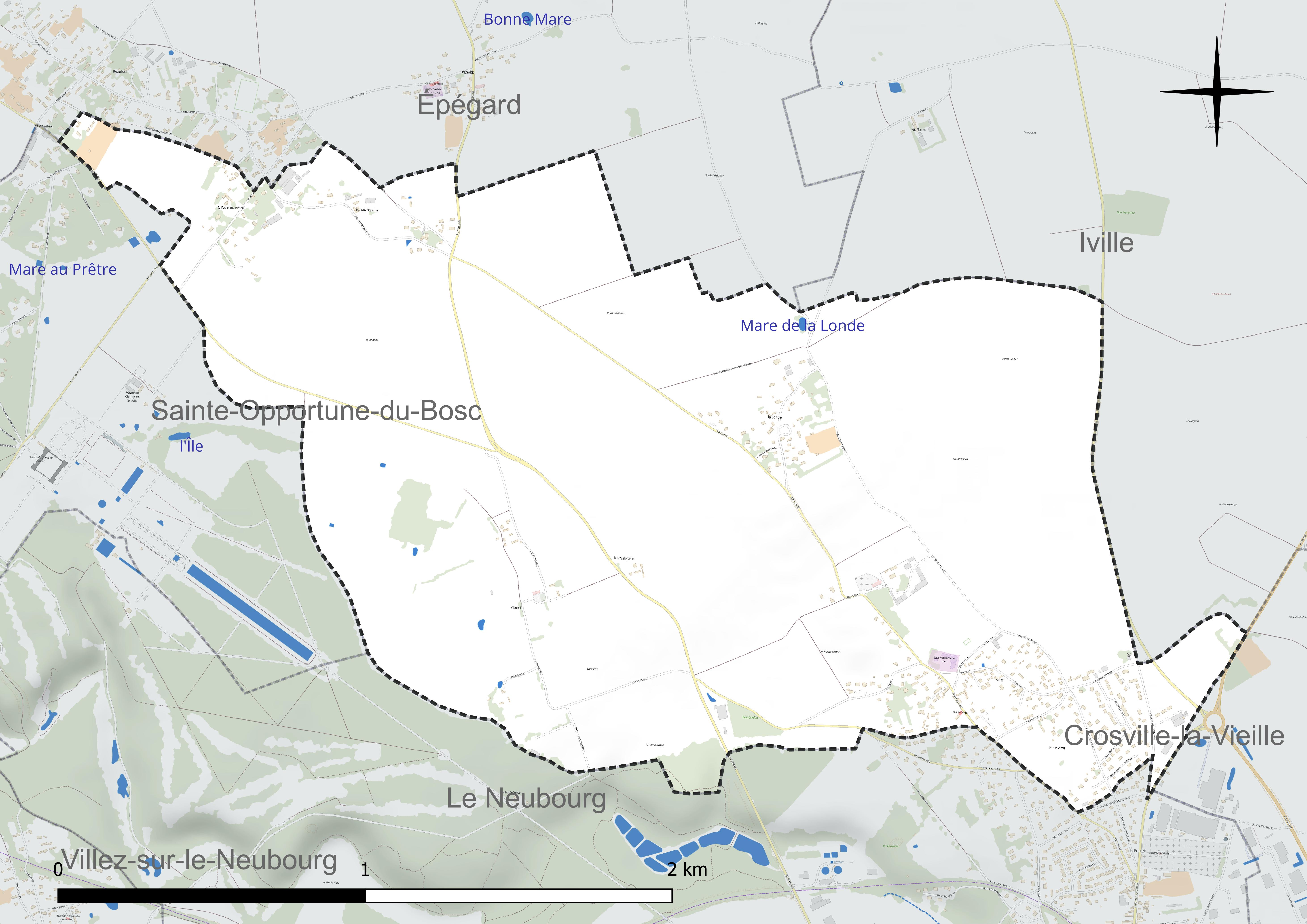
Réseau hydrographique de Vitot.

### Climat
Pour des articles plus généraux, voir Climat de la Normandie et Climat de l'Eure.
En 2010, le climat de la commune est de type climat océanique dégradé des plaines du Centre et du Nord, selon une étude du CNRS s'appuyant sur une série de données couvrant la période 1971-2000. En 2020, Météo-France publie une typologie des climats de la France métropolitaine dans laquelle la commune est exposée à un climat océanique et est dans la région climatique  Côtes de la Manche orientale, caractérisée par un faible ensoleillement (1 550 h/an) ; forte humidité de l’air (plus de 20 h/jour avec humidité relative > 80 % en hiver), vents forts fréquents. Parallèlement le GIEC normand, un groupe régional d’experts sur le climat, différencie quant à lui, dans une étude de 2020, trois grands types de climats pour la région Normandie, nuancés à une échelle plus fine par les facteurs géographiques locaux. La commune est, selon ce zonage, exposée à un « climat des plateaux abrités », correspondant aux plaines agricoles de l’Eure, avec une pluviométrie beaucoup plus faible que dans la plaine de Caen en raison du double effet d’abri provoqué par les collines du Bocage normand et par celles qui s’étendent sur un axe du Pays d'Auge au Perche.
Pour la période 1971-2000, la température annuelle moyenne est de 10,2 °C, avec  une amplitude thermique annuelle de 13,8 °C. Le cumul annuel moyen de précipitations est de 755 mm, avec 12,1 jours de précipitations en janvier et 8,4 jours en juillet. Pour la période 1991-2020, la température moyenne annuelle observée sur la station météorologique la plus proche, située sur la commune de Brionne à 14 km à vol d'oiseau, est de 11,5 °C et le cumul annuel moyen de précipitations est de 791,7 mm,. Pour l'avenir, les paramètres climatiques de la commune estimés pour 2050 selon différents scénarios d’émission de gaz à effet de serre sont consultables sur un site dédié publié par Météo-France en novembre 2022.

## Urbanisme

### Typologie
Au 1er janvier 2024, Vitot est catégorisée bourg rural, selon la nouvelle grille communale de densité à 7 niveaux définie par l'Insee en 2022.
Elle appartient à l'unité urbaine du Le Neubourg, une agglomération intra-départementale dont elle est une commune de la banlieue,. Par ailleurs la commune fait partie de l'aire d'attraction du Neubourg, dont elle est une commune du pôle principal,. Cette aire, qui regroupe 13 communes, est catégorisée dans les aires de moins de 50 000 habitants,.

### Occupation des sols
L'occupation des sols de la commune, telle qu'elle ressort de la base de données européenne d’occupation biophysique des sols Corine Land Cover (CLC), est marquée par l'importance des territoires agricoles (90,6 % en 2018), en diminution par rapport à 1990 (92,5 %). La répartition détaillée en 2018 est la suivante : 
terres arables (90 %), zones urbanisées (8,3 %), forêts (1 %), prairies (0,6 %). L'évolution de l’occupation des sols de la commune et de ses infrastructures peut être observée sur les différentes représentations cartographiques du territoire : la carte de Cassini (XVIIIe siècle), la carte d'état-major (1820-1866) et les cartes ou photos aériennes de l'IGN pour la période actuelle (1950 à aujourd'hui).

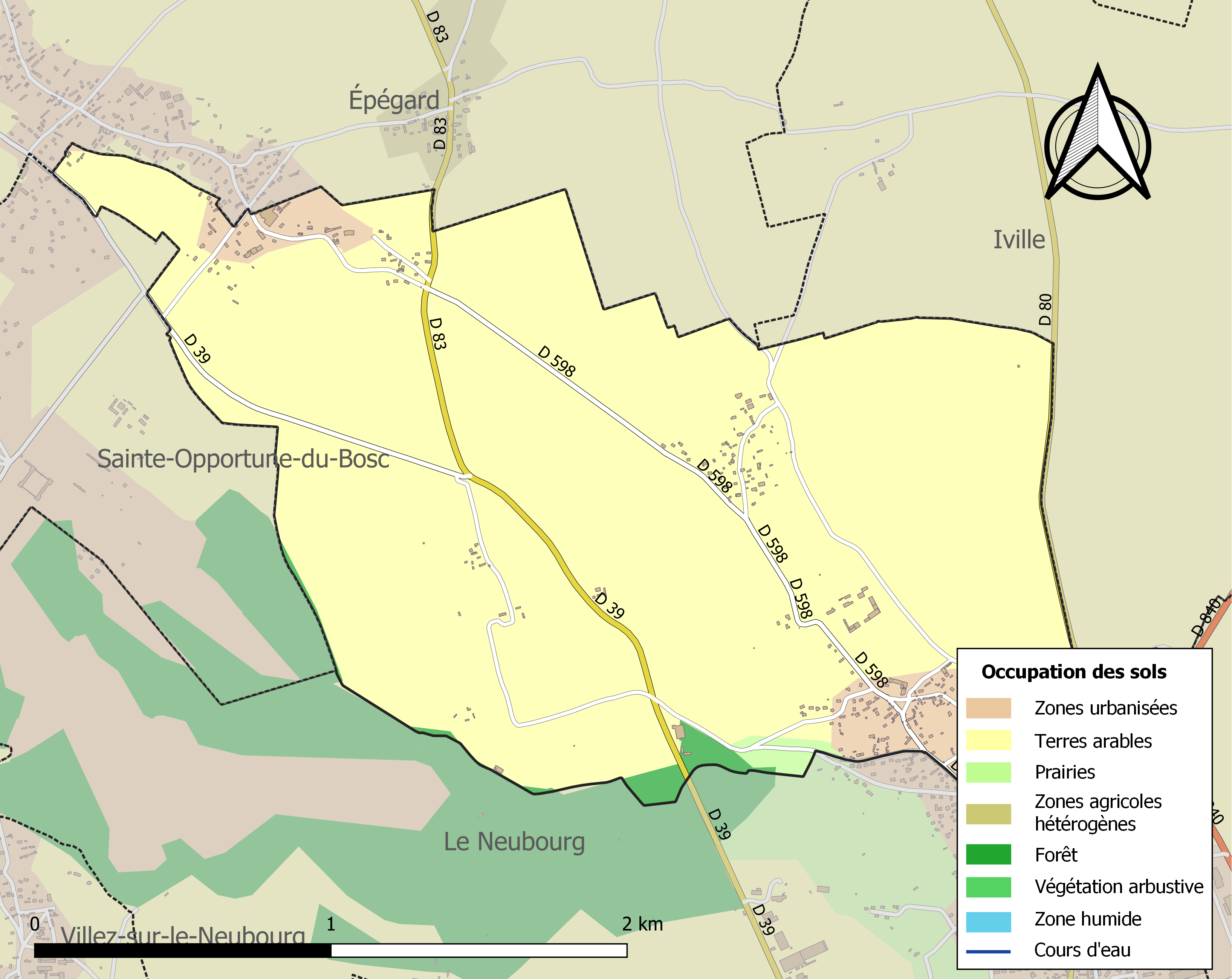
Carte des infrastructures et de l'occupation des sols de la commune en 2018 (CLC).

## Toponymie
Le nom de la localité est attesté sous les formes Witot entre 1035 et 1047 (Fauroux 104), Witoth vers 1050 (Fauroux 120), Witot en 1234 (bulle de Grégoire IX), Vitol en 1307 (olim), Vittot en 1722 (Masseville).
Il s'agit d'une formation toponymique médiévale en -tot, élément issu du vieux norrois topt, toft « établissement, ferme », précédé d'un élément Wi- > Vi- qui doit représenter un anthroponyme. En effet, Vitot forme un couple ou paire toponymique avec Iville, tout comme Cidetot et Cideville ou Hattentot et Hattenville (Seine-Maritime, pays de Caux), dont le premier élément est probablement un même personnage. On compare Iville et Yville-sur-Seine (Seine-Maritime, Wit villa vers 1025).
Wi- / Vi- doit remonter à Wit- / Vit- avec assimilation du [t] par le second, selon un processus phonétique fréquent. Wit- représente vraisemblablement le nom de personne norrois de l'est *Withi (ancien danois Withi), variante du nom norrois Viði, ou le nom de personne anglo-saxon Hwata. Il n'y a pas lieu d'y voir le nom de personne germanique continental Wido dont l'association avec -tot est peu probable.

## Histoire
En 1844, la commune de Vitotel est absorbée.

## Politique et administration
| Période                                  | Période  | Identité     | Étiquette | Qualité                    |
| ---------------------------------------- | -------- | ------------ | --------- | -------------------------- |
| 1846                                     |          | Adam         |           |                            |
| 1907                                     |          | Renout       |           |                            |
| 1914                                     |          | Chauvin      |           |                            |
| mars 2001                                | En cours | Joël Lelarge | DVG       | Retraité de l'enseignement |
| Les données manquantes sont à compléter. |          |              |           |                            |

## Démographie
L'évolution du nombre d'habitants est connue à travers les recensements de la population effectués dans la commune depuis 1793. Pour les communes de moins de 10 000 habitants, une enquête de recensement portant sur toute la population est réalisée tous les cinq ans, les populations de référence des années intermédiaires étant quant à elles estimées par interpolation ou extrapolation. Pour la commune, le premier recensement exhaustif entrant dans le cadre du nouveau dispositif a été réalisé en 2008.

En 2022, la commune comptait 559 habitants, en évolution de +0,18 % par rapport à 2016 (Eure : −0,25 %, France hors Mayotte : +2,11 %).
| 1793 | 1800 | 1806 | 1821 | 1831 | 1836 | 1841 | 1846 | 1851 |
| ---- | ---- | ---- | ---- | ---- | ---- | ---- | ---- | ---- |
| 436  | 401  | 417  | 467  | 421  | 450  | 444  | 546  | 522  |

| 1856 | 1861 | 1866 | 1872 | 1876 | 1881 | 1886 | 1891 | 1896 |
| ---- | ---- | ---- | ---- | ---- | ---- | ---- | ---- | ---- |
| 454  | 416  | 405  | 402  | 370  | 307  | 276  | 260  | 232  |

| 1901 | 1906 | 1911 | 1921 | 1926 | 1931 | 1936 | 1946 | 1954 |
| ---- | ---- | ---- | ---- | ---- | ---- | ---- | ---- | ---- |
| 276  | 273  | 273  | 193  | 207  | 228  | 233  | 258  | 295  |

| 1962 | 1968 | 1975 | 1982 | 1990 | 1999 | 2006 | 2008 | 2013 |
| ---- | ---- | ---- | ---- | ---- | ---- | ---- | ---- | ---- |
| 261  | 241  | 282  | 430  | 436  | 446  | 474  | 484  | 547  |

| 2018 | 2022 | - | - | - | - | - | - | - |
| ---- | ---- | - | - | - | - | - | - | - |
| 560  | 559  | - | - | - | - | - | - | - |

## Culture locale et patrimoine

### Lieux et monuments
- Église Saint-Michel (Vitotel), édifiée au XIIIe siècle, a été classée au titre des monuments historiques par arrêté du 4 décembre 1913[25].
- Église Saint-Léger